# Pępek rakowy
Pępek rakowy – jeden z tak zwanych objawów wciągania, nasuwający podejrzenie raka sutka. 
Do cech charakterystycznych pępka rakowego należą:
- wciągnięcie fragmentu skóry
- trudna przesuwalność wciągniętego fragmentu względem tkanki podskórnej
- zgrubienie skóry w obrębie pępka rakowego